# Lybia edmondsoni
Lybia edmondsoni is een krabbensoort uit de familie van de Xanthidae. De wetenschappelijke naam van de soort is voor het eerst geldig gepubliceerd in 1970 door Takeda & Miyake.